# Forpus passerinus
El periquito coliverde (Forpus passerinus) es una especie de ave psitaciforme de la familia Psittacidae. Es un perico típico en zonas tropicales de Sudamérica, de regiones caribeñas como Colombia, Venezuela y Trinidad, al sur y al este de Guyana y, en Brasil, a lo largo del río Amazonas. Ha sido llevado a Jamaica, Curazao, Barbados y Tobago, y no se tiene registrada su aparición en Trinidad en períodos previos a 1916.
Su hábitat son los bosques abiertos y matorrales. La hembra pone de 5 a 7 huevos blancos en uno de los hoyos de un nido de termitas, en huecos de los troncos de los árboles, e incluso en tuberías vacías, y los incuba por 18 días, hasta que las crías rompan el cascarón, y pasan otras 5 semanas aproximadamente para que a éstas les salgan plumas.
Este periquito mide aproximadamente 12 cm de largo y pesa 23 g; es la especie de loro más pequeño encontrado en América. Es principalmente verde claro, con pico rosáceo y una cola pequeña. El macho tiene una mancha brillante de color azul en las alas, y las hembras a veces tienen tonalidades amarillas en la cabeza. La subespecie F. p. viridissimus de Venezuela y Trinidad y Tobago es de un verde más oscuro que la nombrada F. p. passerinus, y los machos tienen más fuerte el azul de las alas.
Los periquitos realizan claros gorjeos. Comen semillas, incluyendo las de hierba. Son muy sociables y pasan la noche en comunidades; gran cantidad de ellos pueden ser vistos al amanecer y al anochecer.
Esta es una especie común y extendida en América Central y parte de América del Sur, que aunque está clasificada como especie de preocupación menor, su población no deja de disminuir debido a la destrucción de hábitat y el comercio ilegal como mascotas, así como también la caza por parte de algunos agricultores, ya que estos pericos son considerados plagas que arruinan sus cultivos.